# كربال مبيض
كربال مبيض (الاسم العلمي:Ifloga candida) هو نوع من النباتات يتبع جنس الكربال من الفصيلة النجمية.